# 飛び出せサマー
「飛び出せサマー」（とびだせサマー）は、ミスマリのデビューシングル。2014年4月30日にSummer Recordsから発売された。

## 概要
- 初回限定盤（SRMM-0001）と通常盤（SRMM-0002）の2種類が発売され、初回限定盤にはDVDが付属されている[3]。
- ミスマリがCDデビューにあたって、タワーレコード内に専門レーベル「Summer Records」が期間限定で設立された[4]。タワーレコードが1人のアーティストのためのレーベルを設立するのは今回が初の試みとなっている[5]。
- TBS系列で放送された『7つの海を楽しもう!世界さまぁ〜リゾート』と[6]、BS-TBSで放送された『マリンの海物語!〜ドリームプロジェクトM〜』の主題歌として使用された。
- 『CRまわるんパチンコ大海物語3』[7]、『CR大海物語3スペシャル』[7]、『CRA大海物語3 With アグネス・ラム』、『CR大海物語BLACK』にイメージソングとして搭載された。

- カップリングの「夏色サンセット」は、『7つの海を楽しもう!世界さまぁ〜リゾート』のエンディングテーマと[8]、『CR海物語アクア』のイメージソングとして使用された[9]。多数のアーティストによってカバーされている（下記参照）。

## 収録曲
1. 飛び出せサマー [4:17]
作詞・作曲・編曲：2ndlifecrew
  - TBS系『7つの海を楽しもう!世界さまぁ〜リゾート』エンディングテーマ
  - BS-TBS『マリンの海物語!〜ドリームプロジェクトM〜』主題歌
  - 『CRまわるんパチンコ大海物語3』イメージソング
  - 『CR大海物語3スペシャル』イメージソング
  - 『CRA大海物語3 With アグネス・ラム』イメージソング
  - 『CR大海物語BLACK』イメージソング
2. 夏色サンセット [5:05]
作詞・作曲・編曲：samfree
  - TBS系『7つの海を楽しもう!世界さまぁ〜リゾート』エンディングテーマ
  - 『CR海物語アクア』イメージソング
3. 飛び出せサマー（instrumental） [4:17]
4. 夏色サンセット（instrumental） [5:03]

## 収録アルバム
| 曲名           | 収録アルバム                                             | 発売日         | 規格品番  |
| -------------- | -------------------------------------------------------- | -------------- | --------- |
| 飛び出せサマー | 『GREAT SEA STORY -BEST ALBUM- 〜やっぱり大海が好き!〜』 | 2017年12月15日 | JTCD-0002 |
| 夏色サンセット | 『海物語アクア プレミアムサウンドトラック』              | 2014年2月3日   | -         |

## カバー
全て音源として販売されていない。
| 曲名           | 歌                    | 備考                                                                                     |
| -------------- | --------------------- | ---------------------------------------------------------------------------------------- |
| 夏色サンセット | We-Z-u                | ライブにてカバーしている。                                                               |
| 夏色サンセット | 7代目ミスマリンちゃん | 2016年11月6日にベルサール秋葉原で開催された「でちゃう!ファン感謝祭2016」にてカバーした。 |
| 夏色サンセット | 8代目ミスマリンちゃん | TBS系『7つの海を楽しもう!世界さまぁ〜リゾート』エンディングテーマ                        |
| 夏色サンセット | （非公開）            | 『PA新海物語』テーマソング                                                               |
| 夏色サンセット | （非公開）            | 『e新海物語349』テーマソング                                                             |
| 夏色サンセット | 壱華零（佐伯伊織）    | 三洋物産のYouTubeチャンネルにて公開されている。                                          |